# Dumbarton Oaks
Dumbarton Oaks é uma mansão em Washington, D.C. com famosos jardins, do século XIX, construída em estilo federal em Georgetown, um dos bairros da capital dos Estados Unidos. Actualmente alberga a Dumbarton Oaks Research Library and Collection, um centro académico de estudos bizantinos, pré-colombianos e de história do paisagismo. O centro publica a revista académica Dumbarton Oaks Papers.
A mansão de Dumbarton Oaks foi construída em 1800, tendo ficado conhecida por ser a residência de John C. Calhoun, senador e vice-presidente. Em 1920, foi comprada por Robert Woods Bliss (1875-1962), um diplomata americano, e pela sua mulher, Mildred Barnes Bliss (1875-1969), uma proeminente colecionadora de arte.

## Dumbarton Oaks Research Library and Collection
Ao longo da sua vida, os Bliss reuniram valiosas colecções de livros e artefactos, que sediaram em Dumbarton Oaks. Em 1940, doaram as suas colecções, conjuntamente com a casa e a propriedade para fundar a Dumbarton Oaks Research Library and Collection, sob gestão da Universidade de Harvard. A instituição dedicava-se inicialmente apenas aos estudos bizantinos, mas o seu âmbito viu-se posteriormente alargado aos estudos pré-colombianos e à história da arquitectura paisagista. A biblioteca de Dumbarton Oaks contem mais de 100 000 volumes. Existe um certo número de investigadores residentes e, adicionalmente, a fundação atribui anualmente cerca de 40 bolsas a académicos visitantes.

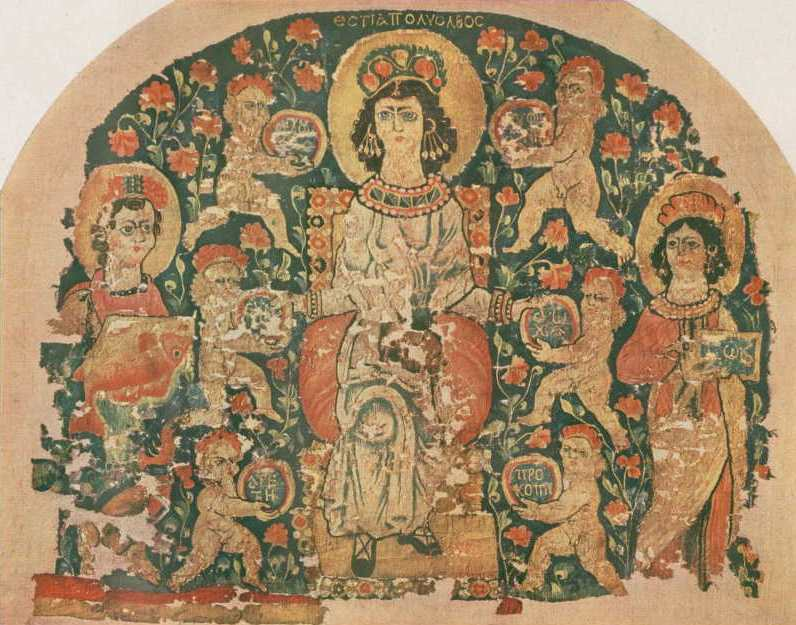
Tapeçaria Hestia full of Blessings, do Antigo Egito

## O parque e jardins
Em Dumbarton Oaks existem cerca de quatro hectares de parque e jardins, desenhados de 1922-1947 pelo célebre arquitecto paisagista Beatrix Farrand em colaboração com Mildred Bliss. Os jardins são compostos por um conjunto de terraços construídos sobre uma colina na parte de trás da mansão, com as restantes áreas do terreno plantadas informalmente. Incluem o Star Garden ("Jardim das Estrelas"), Green Garden ("Jardim Verde"), Beech Terrace ("Terraço das Faias"), Urn Terrace ("Terraço dos Jarrões"), o formal Rose Garden ("Roseiral"), Arbor Terrace ("Terraço do Caramanchão"), Fountain Terrace ("Terraço da Fonte"), Lover's Lane Pool ("O Lago da Alameda dos Amantes"), e Pebble Terrace ("Terraço dos Calhaus"), bem como um Camellia Circle ("Círculo das Camélias"), Prunus Walk ("Alameda das Ameixeiras, Cherry Hill ("Colina das Cerejeiras"), Crabapple Hill ("Colina das Macieiras"), Forsythia Hill ("Colina das Forsythia"), e Fairview Hill ("Colina da Belavista"). O parque e jardins podem ser visitados pelo público.

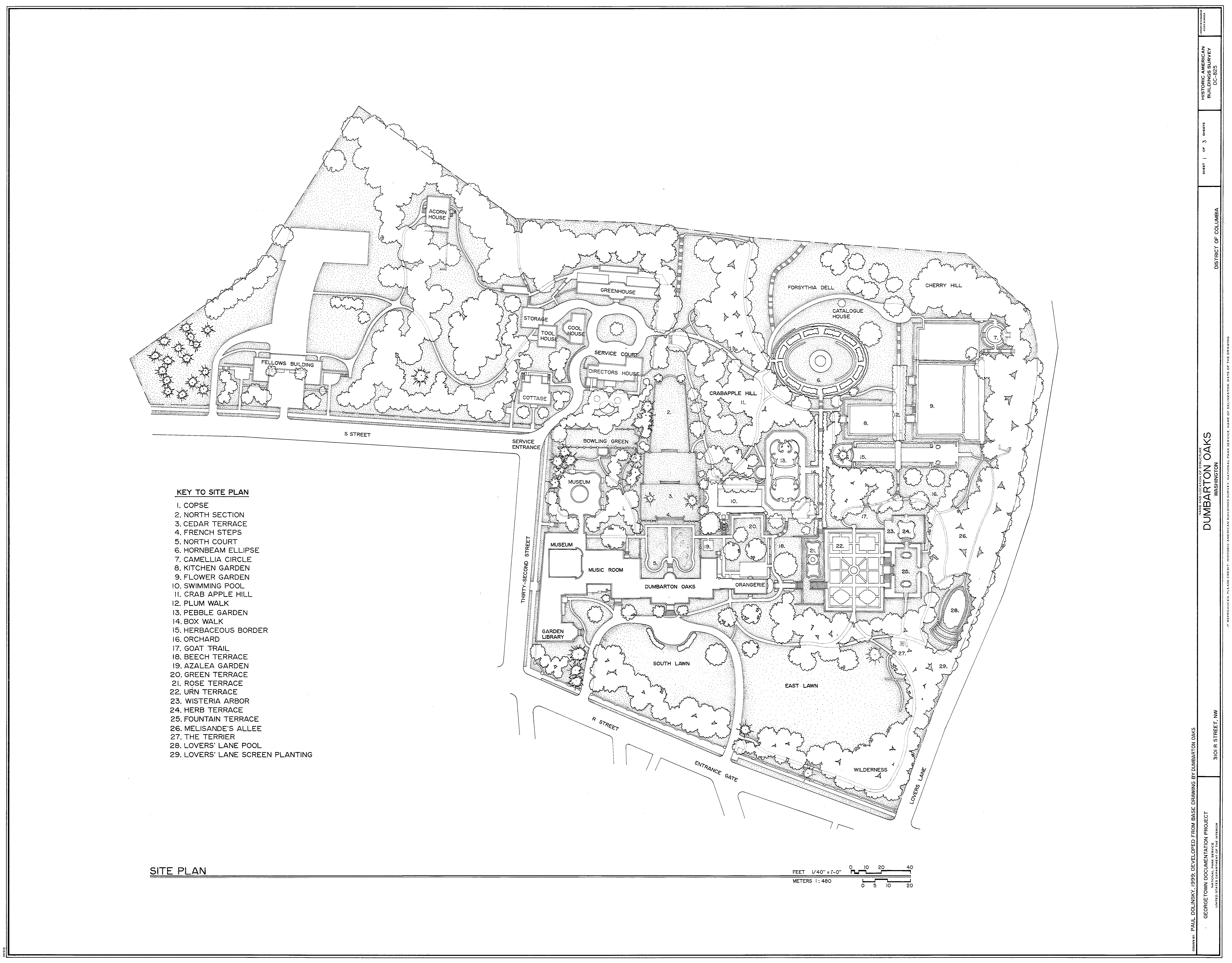
Planta de Dumbarton Oaks

Dumbarton Oaks deu o nome a uma obra de Igor Stravinsky, um concerto encomendado em 1938 por Robert Bliss para comemorar o seu 30º aniversário de casamento. O "Concerto em mi bemol maior" para orquestra de câmara é hoje mais conhecido por "Concerto Dumbarton Oaks".
Em 1944, Dumbarton Oaks recebeu a Conferência Dumbarton Oaks, uma reunião internacional que esteve na origem da criação da Organização das Nações Unidas.